# ケイト・ウィルヘルム
ケイト・ウィルヘルム（Kate Wilhelm、旧姓Katie Gertrude Meredith、1928年6月8日 - 2018年3月8日）はアメリカの小説家。SF、ミステリー、ファンタジーを主に著す。

## 略歴
1928年、オハイオ州トレドに生まれる。
彼女の作品はQuark, Orbit, Magazine of Fantasy and Science Fiction, ローカス, アメージング・ストーリーズ, アシモフズ・サイエンス・フィクション, エラリー・クイーンズ・ミステリ・マガジン, Fantastic, OMNI, Alfred Hitchcock's Mystery MagazineそしてCOSMOPOLITANなど多くの媒体で発表された。
2人目の夫デーモン・ナイトと共に多くの作家を助け、ミルフォード・ワークショップやクラリオン・ワークショップの設立にも貢献した。
2002年にデーモン・ナイトが亡くなってからもワークショップは続け、また他のイベントでも同様に指導を続けている。
晩年はオレゴン州ユージーンに住んでいた。
2018年3月8日、Facebookにおいて、死去したことが息子リチャードによって告知された。89歳没。

## 受賞歴
- The Planners（計画する人）, 1968 - 1969年ネビュラ賞 短編小説部門[4]
- Where Late the Sweet Birds Sang（鳥の歌いまは絶え）, 1976 - 1977年ヒューゴー賞 長編小説部門、ローカス賞 長篇部門
- Juniper Time（杜松の時）, 1979 - 1981年アポロ賞[4]
- The Girl Who Fell into the Sky, 1986 - 1987年ネビュラ賞 中編小説部門[4]
- Forever Yours, Anna（アンナへの手紙）, 1987 - 1988年ネビュラ賞 短編小説部門[4]

## 作品

### Barbara Hollowayシリーズ
Barbara Hollowayはオレゴン州ユージーンに住む弁護士。彼女は聡明かつ勇敢で、思いやりに溢れる人物である。周囲には父である引退寸前の判事Frank Hollowayなどのサポートを借り、彼女は正義のため真相を暴く。探偵物と法廷ドラマを含んだミステリーシリーズ。
- Death Qualified: A Mystery of Chaos (1991)
- The Best Defense (1994)
- For the Defense also named Malice Prepense in hardbound editions (1996)
- Defense for the Devil (1999)
- No Defense (2000)
- Desperate Measures (2001)
- Clear and Convincing Proof (2003)
- The Unbidden Truth (2004)
- Sleight Of Hand (2006)
- A Wrongful Death (2007)
- Cold Case (2008)

### チャーリー・ミクルジョン＆コンスタンス・リードル
- The Hamlet Trap (1987) 『炎の記憶』
- The Dark Door (1988)
- Smart House (1989)
- Sweet, Sweet Poison (1990)
- Seven Kinds of Death (1992)
- A Flush of Shadows (1995)
- The Casebook of Constance and Charlie Volumes 1 and 2 (1999)

### その他長編と短編集
- More Bitter Than Death (1962)
- The Mile-Long Spaceship (1963)
- The Clone (1965) - シオドア・L・トーマスと共著
- Andover and the Android (1966)
- The Nevermore Affair (1966)
- The Killer Thing (1967)
- Let the Fire Fall (1969)
- The Year of the Cloud (1970) - シオドア・L・トーマスと共著
- Margaret and I (1971)
- City of Cain (1974) カインの市
- The Infinity Box (1975)
- The Clewiston Test (1976) 『クルーイストン実験』
- Where Late the Sweet Birds Sang (1976) 『鳥の歌いまは絶え』
- Fault Lines (1977)
- Juniper Time (1979) 『杜松の時』
- Listen, Listen (1981)
- A Sense of Shadow (1981)
- The Winter Beach (1981)
- Oh, Susannah! (1982)
- Welcome, Chaos (1983)
- Huysman's Pets (1985)
- Crazy Time (1988)
- Children of the Wind (1989)
- Cambio Bay (1990)
- And the Angels Sing (1992)
- Naming the Flowers (1992)
- Justice for Some (1993) 『ゴースト・レイクの秘密』
- The Good Children (1998)
- The Deepest Water (2000)
- Skeletons: A Novel of Suspense (2002)

## 日本語翻訳書
- 『カインの市』（City of Cain, 1974）、日夏響訳、サンリオSF文庫、1978年
- 『クルーイストン実験』（The Clewiston Test, 1976）、友枝康子訳、サンリオSF文庫、1980年
- 『杜松の時』（Juniper Time, 1979）、友枝康子訳、サンリオSF文庫、1981年
- 『鳥の歌いまは絶え』（Where Late the Sweet Birds Sang, 1976）、酒匂真理子訳、サンリオSF文庫、1982年
- 『炎の記憶』（The Hamlet Trap, 1987）、藤村裕美訳、東京創元社〈創元推理文庫〉、1993年、ISBN 978-4488286019
- 『ゴースト・レイクの秘密』（Justice for Some, 1993）、竹内和世訳、福武書店〈ミステリ・ペイパーバックス〉、1994年、ISBN 978-4828840659
- 『翼のジェニー - ウィルヘルム初期傑作選』、伊東麻紀/尾之上浩司/佐藤正明/増田まもる/安田均訳、アトリエサード発行、書苑新社発売、2016年、ISBN 978-4883752416 ※日本オリジナル短編集
- 『鳥の歌いまは絶え』、酒匂真理子訳、東京創元社〈創元SF文庫〉、2020年、ISBN 978-4488783013